# Imperiální fóra
Imperiální fóra (italsky: Fori Imperiali) jsou skupinou monumentálních fór (veřejných náměstí) v Římě postavených v éře starořímské civilizace, a to v průběhu jednoho a půl století, mezi lety 46 př. n. l. a 113. První forum vzniklo ještě za Římské republiky díky iniciativě Julia Caesara, další již za Římské říše. Byla vystavěna v oblasti ohraničené na jihozápadě Kapitolským pahorkem, na severovýchodě pahorkem Kvirinál a pahorkem Esquilin na východě. Tato fóra měla nahradit tradiční centrum římského života Forum Romanum a byla centry politiky, náboženství a hospodářství. Mezi imperiální fóra patří nejstarší Caesarovo forum a dále Augustovo forum, Vespasianovo fórum, Nervovo forum a Trajánovo fórum. Na počátku 20. století obnovil imperiální fóra fašistický vůdce Benito Mussolini jako součást své kampaně, jejímž cílem bylo evokovat a napodobit zašlou slávu starověkého Říma. Zároveň mezi fóry nechal vybudovat ulici Via dei Fori Imperiali. Hustý automobilový provoz na této ulici se časem ukázal jako poškozující starověké památky, kvůli vibracím i znečištění ovzduší, ale žádný z návrhů na odstranění silnice nikdy neprošel. V roce 2007 bylo na severním okraji Trajánova fóra otevřeno muzeum Museo dei Fori Imperiali věnované všem imperiálním fórům. Mapuje historii těchto prostorů za pomocí soch, videí, architektonických děl a zmenšených modelů.